# Marko Brainović
Marko Brainović, född 17 juli 1920 i Split, död 16 december 2010 i Wien, var en jugoslavisk vattenpolospelare. Han tog OS-silver 1952 med Jugoslaviens landslag.
Brainović spelade två matcher i den olympiska vattenpoloturneringen i London och tre matcher i den olympiska vattenpoloturneringen i Helsingfors där Jugoslavien tog silver. Hans klubblag var VK Jadran.